# Guillaume Samica
Guillaume Samica, né le 28 septembre 1981 à Choisy-au-Bac (Oise), est un joueur de volley-ball français désormais retraité. Il mesure 1,97 m et joue réceptionneur-attaquant. Il totalise 205 sélections en équipe de France.

## Biographie
Le 20 avril 2018, Guillaume Samica annonce qu'il mettra un terme à sa carrière de volleyeur, entamée dix-sept ans plus tôt à Saint-Quentin, après un dernier match de Championnat polonais avec son club de Varsovie.

## Clubs
| Club                          | De        | À         |
| ----------------------------- | --------- | --------- |
| FL Saint-Quentin              | 2001-2002 | 2001-2002 |
| Blu Volley Vérone             | 2002-2003 | 2002-2003 |
| Adriavolley Trieste           | 2003-2004 | 2003-2004 |
| Piemonte Volley               | 2004-2005 | 2004-2005 |
| Stade Poitevin                | 2005-2006 | 2006-2007 |
| Sparkling Volley Milan        | 2007-2008 | 2007-2008 |
| KS Jastrzębski Węgiel         | 2008-2009 | 2008-2009 |
| Panathinaïkos Athènes         | 2009-2010 | 2009-2010 |
| Iskra Odintsovo               | 2010-2011 | 2010-2011 |
| ZAKSA Kędzierzyn-Koźle        | 2011-2012 | 2011-2012 |
| Buenos Aires Unidos           | 2012-2013 | 2012-2013 |
| AS Cannes                     | 2013-2014 | 2013-2014 |
| AZS Częstochowa               | 2014-2015 | 2014-2015 |
| AZS Politechnika Warszawska\| | 2015-2016 | ...       |

## Palmarès
- Ligue mondiale
  - Finaliste : 2006
- Championnat d'Europe
  - Finaliste : 2009
- Challenge Cup
  - Finaliste : 2009
- Championnat d'Argentine
  - Finaliste : 2013
- Championnat de Grèce
  - Finaliste : 2010
- Championnat de France
  - Finaliste : 2007
- Coupe de Grèce (1)
  - Vainqueur : 2010